# Le Gaulois

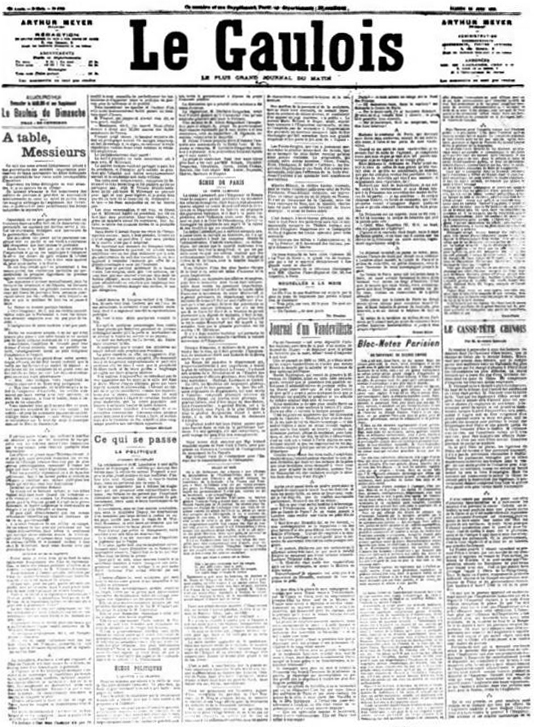
Le Gaulois nel 1900

Le Gaulois è stato un quotidiano francese. Fu fondato il 5 luglio del 1868 da Edmond Tarbé e Henri de Pène.
In origine di ispirazione monarchica, assunse poi toni bonapartisti e antirepubblicani. Fino al 1870 vi scrisse anche Émile Zola (con 59 articoli). Fu chiuso durante la Comune di Parigi (1871). Nel luglio 1879, Tarbé, rimasto solo alla conduzione del giornale (de Pène nel 1871 era passato al Paris-Journal), lo vendette ad Arthur Meyer, che gli diede una nuova svolta monarchica e legittimista. I finanziatori del giornale, in particolare la Banque Parisienne, ben presto (marzo 1881) manderanno via Meyer, facendo del quotidiano un organo repubblicano moderato. Meyer lo riacquistò nel 1882.
In occasione dell'Affare Dreyfus prese posizione contro l'ufficiale alsaziano. Si guadagnò così molti lettori di Le Figaro e si impose come giornale della buona società. Arruolò tra i collaboratori molte penne di talento, tra cui Barbey d’Aurevilly, Joris-Karl Huysmans, Guy de Maupassant, Paul Bourget, Octave Mirbeau, Léon Daudet.